# Albert Brachet

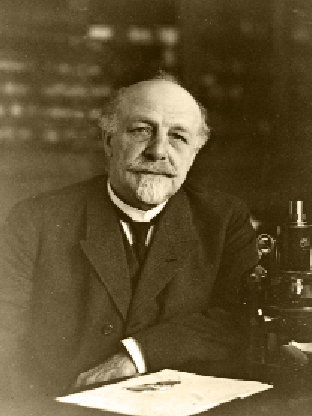
Portret fotograficzny Alberta Bracheta

Albert Brachet (ur. 1 stycznia 1869 w Liège, zm. 27 grudnia 1930 w Brukseli) – belgijski biolog pochodzenia francuskiego, profesor Université Libre de Bruxelles .

## Życiorys
Ukończył medycynę na Uniwersytecie w Liège. Był uczniem Edwarda van Benedena, w którego laboratorium pracował w latach 1887-1888. Później pracował jako asystent w pracowni prof. Augusta Swaena; tam zajmował się naukowo anatomią ptaków . Doktorat uzyskał w Liège w 1894. Dokształcał się we Fryburgu i Edynburgu, między innymi w dziedzinie techniki prowadzenia sekcji i embriologii kręgowców . W 1895 przebywał we Wrocławiu, gdzie pobierał nauki w dziedzinie embriologii od G. Borna. W tym samym roku powrócił do Liège i tam znalazł zatrudnienie na swojej uczelni. Wspólnie ze Swaenem oraz indywidualnie publikował prace z zakresu rozwoju układu naczyniowego ryb i płazów, procesu gastrulacji, stadiów różnicowania organów w rozwoju zarodków .
W 1904 został zatrudniony na Université Libre de Bruxelles. Został tam wybrany szefem nowo powstałego laboratorium embriologii i anatomii. Jednocześnie został kierownikiem Raoul Warocqué Anatomisch Instituut. Wybuch I wojny światowej zastał go w pracowni we francuskim Roscoff . Jako że wyższe szkoły w Belgii zawiesiły działalność z powodu wojny, Brachet przeniósł się do Paryża, gdzie pracował jako profesor anatomii i embriologii. Jego paryskie wykłady z tego okresu zebrano i wydano drukiem jako L’OEuf et les  Facteurs  de  l’Ontogenese. W 1917 był tymczasowym szefem katedry anatomii Uniwersytetu w Genewie . W 1918 został członkiem korespondentem Institut de France. W 1918 powrócił do Belgii. W latach 1923-1926 był rektorem Université Libre. Za sprawą pozyskanego przez niego wsparcia finansowego od Fundacji Rockefellera, w okresie jego rektoratu znacznie rozbudowano infrastrukturę naukową uczelni . Pod koniec życia odbył podróż naukową do Stanów Zjednoczonych i Ameryki Południowej . Był ojcem biochemika-embriologa Jeana Bracheta.

## Osiągnięcia naukowe
W początkach XX wieku zajmował się badaniem właściwości szarego półksiężyca i roli plemników płazów w formowaniu się jaja. Fizycznie uszkadzając poszczególne fragmentu szarego półksiężyca, zdołał zlokalizować rejon odpowiedzialny za dokonywanie się spontanicznego podziału komórkowego. W 1902 opublikował monografię nt. ontogenezy płazów ogoniastych i bezogonowych. Zajmował się badaniem blastomerów płazów . Znacznie przyczynił się do rozwoju wiedzy nt. organizera Spermanna-Mangolda.  Był pionierem w dziedzinie eksperymentalnej embriologii ssaków i uznaje się go za założyciela brukselskiej szkoły embriologii. W 1912 przeprowadził eksperyment, w którym zdołał utrzymać blastocystę królika przy życiu poza organizmem matki przez 48 godzin. W 1921 opublikował Traite d'Embryologie des Vertebres, pracę uznawaną za jego najważniejsze dzieło w dziedzinie embriologii opisowej. Brachet był redaktorem wydanych pośmiertnie drukiem pism Eduarda van Benedena. Sprawował przez 20 lat funkcję redaktora pisma naukowego "Archives de Biologie". Był członkiem zagranicznym Polskiej Akademii Umiejętności .
W 1919 otrzymał doktorat honoris causa Uniwersytetu Paryskiego. Ponadto doktoraty honorowe przyznały mu uniwersytety w Strasbourgu, Genewie i Lyonie. Dla uczczenia pamięci Bracheta belgijska Académie royale des sciences, des lettres et des beaux-arts ustanowiła nagrodę jego imienia, przyznawaną za osiągnięcia w dziedzinie embriologii. 
Jednym z jego uczniów był Albert Dalcq.